# Andrena cyanophila
Andrena cyanophila är en biart som beskrevs av Cockerell 1906. Andrena cyanophila ingår i släktet sandbin, och familjen grävbin. Inga underarter finns listade i Catalogue of Life.